# Ronde van Spanje 2008/Startlijst
Dit artikel beschrijft de startlijst van de Ronde van Spanje 2008. In totaal staan er 171 renners aan de start, verdeeld over 19 ploegen.

## Overzicht

### Team CSC Saxo Bank
| # | renner             | geb. datum | opmerkingen        |
| - | ------------------ | ---------- | ------------------ |
| 1 | Carlos Sastre      | 22-04-1975 |                    |
| 2 | Aleksandr Kolobnev | 04-05-1981 |                    |
| 3 | Íñigo Cuesta       | 02-06-1969 |                    |
| 4 | Jurgen Van Goolen  | 28-11-1980 |                    |
| 5 | Juan José Haedo    | 26-01-1981 | Opgave: 5e etappe  |
| 6 | Karsten Kroon      | 29-01-1976 |                    |
| 7 | Matti Breschel     | 31-07-1984 | Winnaar 21e etappe |
| 8 | Michael Blaudzun   | 30-04-1973 |                    |
| 9 | Volodymyr Hoestov  | 15-02-1977 |                    |

manager: Bjarne Riis, ploegleider: Kim Andersen

### AG2R-La Mondiale
| #  | renner            | geb. datum | opmerkingen             |
| -- | ----------------- | ---------- | ----------------------- |
| 11 | Rinaldo Nocentini | 25-09-1977 |                         |
| 12 | José Luis Arrieta | 15-06-1971 |                         |
| 13 | Renaud Dion       | 01-16-1978 |                         |
| 14 | Hubert Dupont     | 13-11-1980 |                         |
| 15 | John Gadret       | 22-04-1979 |                         |
| 16 | Julien Loubet     | 11-01-1985 |                         |
| 17 | Lloyd Mondory     | 26-04-1982 | Niet gestart: 9e etappe |
| 18 | Stéphane Poulhiès | 26-06-1985 |                         |
| 19 | Aljaksandr Oesaw  | 27-08-1977 |                         |

ploegleider: Vincent Lavenu

### Andalucía-Cajasur
| #  | renner                  | geb. datum | opmerkingen                   |
| -- | ----------------------- | ---------- | ----------------------------- |
| 21 | José Luis Carrasco      | 27-04-1982 |                               |
| 22 | José Antonio Carrasco   | 08-09-1980 |                               |
| 23 | José Antonio Lopez      | 11-07-1976 | Gedisqualificeerd: 13e etappe |
| 24 | Francisco Jose Martinez | 14-05-1983 |                               |
| 25 | Javier Moreno           | 18-07-1984 |                               |
| 26 | Manuel Ortega Ocaña     | 29-01-1976 |                               |
| 27 | Juan Javier Estrada     | 08-08-1981 |                               |
| 28 | Jesús Rosendo           | 16-03-1982 |                               |
| 29 | José Ruiz Sánchez       | 19-10-1980 |                               |

manager: Antonio Cabello Muñoz

### Team Astana
| #  | renner            | geb. datum | opmerkingen                      |
| -- | ----------------- | ---------- | -------------------------------- |
| 31 | Alberto Contador  | 22-04-1975 | Winnaar 13e etappe en 14e etappe |
| 32 | Andreas Klöden    | 22-06-1975 |                                  |
| 33 | Levi Leipheimer   | 24-10-1973 | Winnaar 5e etappe en 20e etappe  |
| 34 | Dmitri Moeravjov  | 02-11-1979 |                                  |
| 35 | Asan Bazajev      | 22-02-1980 |                                  |
| 36 | Benjamín Noval    | 23-01-1979 |                                  |
| 37 | Sérgio Paulinho   | 26-03-1980 |                                  |
| 38 | José Luis Rubiera | 27-01-1973 |                                  |
| 39 | Tomas Vaitkus     | 04-02-1982 |                                  |

manager: Johan Bruyneel, ploegleider: Sean Yates

### Bouygues Télécom
| #  | renner           | geb. datum | opmerkingen             |
| -- | ---------------- | ---------- | ----------------------- |
| 41 | Dimitri Champion | 06-09-1983 |                         |
| 42 | Stef Clement     | 24-09-1982 | Opgave: 7e etappe       |
| 43 | Aurélien Clerc   | 06-08-1979 | Niet gestart: 5e etappe |
| 44 | Xavier Florencio | 26-12-1979 |                         |
| 45 | Anthony Geslin   | 09-06-1980 | Opgave: 10e etappe      |
| 46 | Vincent Jérôme   | 26-11-1984 |                         |
| 47 | Arnaud Labbe     | 03-11-1976 |                         |
| 48 | Alexandre Pichot | 06-01-1983 | Opgave: 10e etappe      |
| 49 | Olivier Bonnaire | 02-03-1983 |                         |

manager: Jean-René Bernaudeau, ploegleider: Dominique Arnould

### Caisse d'Epargne
| #  | renner                     | geb. datum | opmerkingen        |
| -- | -------------------------- | ---------- | ------------------ |
| 51 | Alejandro Valverde         | 25-04-1980 | Winnaar 2e etappe  |
| 52 | David Arroyo               | 07-01-1980 | Winnaar 19e etappe |
| 53 | José Vicente García Acosta | 04-08-1972 |                    |
| 54 | Imanol Erviti              | 15-11-1983 | Winnaar 18e etappe |
| 55 | Daniel Moreno              | 05-09-1981 |                    |
| 56 | Alberto Losada             | 28-02-1982 |                    |
| 57 | Luis Pasamontes            | 02-10-1979 |                    |
| 58 | Joaquim Rodríguez          | 12-05-1979 |                    |
| 59 | Xabier Zandio              | 17-03-1977 |                    |

manager: José Miguel Echavarri, ploegleider: José Luis Jaimerena

### Cofidis, Le Crédit par Téléphone
| #  | renner            | geb. datum | opmerkingen              |
| -- | ----------------- | ---------- | ------------------------ |
| 61 | Sylvain Chavanel  | 30-06-1979 | Niet gestart: 17e etappe |
| 62 | Kevin De Weert    | 27-05-1982 |                          |
| 63 | Leonardo Duque    | 10-04-1980 |                          |
| 64 | David Moncoutié   | 30-04-1975 | Winnaar 8e etappe        |
| 65 | Maryan Hary       | 27-05-1980 | Niet gestart: 5e etappe  |
| 66 | Frank Høj         | 04-01-1973 |                          |
| 67 | Sébastien Minard  | 12-06-1982 |                          |
| 68 | Nick Nuyens       | 05-05-1980 |                          |
| 69 | Staf Scheirlinckx | 12-03-1979 | Niet gestart: 1e etappe  |

manager: Eric Boyer, ploegleider: Francis van Londersele

### Crédit Agricole
| #  | renner             | geb. datum | opmerkingen              |
| -- | ------------------ | ---------- | ------------------------ |
| 71 | Patrice Halgand    | 02-03-1974 | Niet gestart: 15e etappe |
| 72 | Sébastien Hinault  | 11-02-1974 | Winnaar 10e etappe       |
| 73 | Jeremy Hunt        | 13-03-1974 |                          |
| 74 | Christophe Kern    | 18-01-1981 |                          |
| 75 | Cyril Lemoine      | 03-03-1983 |                          |
| 76 | Jean-Marc Marino   | 15-08-1983 | Opgave: 8e etappe        |
| 77 | Gabriel Rasch      | 08-04-1976 |                          |
| 78 | Nicolas Roche      | 03-07-1984 |                          |
| 79 | Yannick Talabardon | 06-06-1981 |                          |

manager: Roger Legeay, ploegleider: Serge Beucherie

### Euskaltel-Euskadi
| #  | renner          | geb. datum | opmerkingen        |
| -- | --------------- | ---------- | ------------------ |
| 81 | Igor Antón      | 02-03-1983 | Opgave: 13e etappe |
| 82 | Mikel Astarloza | 17-11-1979 |                    |
| 83 | Koldo Fernández | 13-09-1981 |                    |
| 84 | Iñigo Landaluze | 09-05-1979 |                    |
| 85 | Egoi Martínez   | 15-05-1978 |                    |
| 86 | Alan Pérez      | 15-07-1982 |                    |
| 87 | Rubén Pérez     | 30-10-1981 |                    |
| 88 | Amets Txurruka  | 10-11-1982 |                    |
| 89 | Iván Velasco    | 08-02-1980 |                    |

manager: Miguel Madariaga, ploegleider: Gorka Gerrikagoitia

### Française des Jeux
| #  | renner             | geb. datum | opmerkingen              |
| -- | ------------------ | ---------- | ------------------------ |
| 91 | Sandy Casar        | 02-02-1979 |                          |
| 92 | Mickaël Delage     | 06-08-1985 |                          |
| 93 | Rémy Di Grégorio   | 31-07-1985 |                          |
| 94 | Philippe Gilbert   | 05-07-1982 | Niet gestart: 18e etappe |
| 95 | Sébastien Joly     | 25-06-1979 | Opgave: 17e etappe       |
| 96 | Matthieu Ladagnous | 12-12-1984 |                          |
| 97 | Gianni Meersman    | 05-12-1985 | Niet gestart: 12e etappe |
| 98 | Jelle Vanendert    | 19-02-1985 |                          |
| 99 | Francis Mourey     | 08-12-1980 |                          |

ploegleider: Marc Madiot

### Team Gerolsteiner
| #   | renner            | geb. datum | opmerkingen              |
| --- | ----------------- | ---------- | ------------------------ |
| 101 | Davide Rebellin   | 09-08-1971 | Niet gestart: 14e etappe |
| 102 | Mathias Frank     | 09-12-1986 | Opgave: 13e etappe       |
| 103 | Oscar Gatto       | 01-01-1985 |                          |
| 104 | Sebastian Lang    | 15-09-1979 |                          |
| 105 | Heinrich Haussler | 25-02-1984 |                          |
| 106 | Stephan Schreck   | 15-07-1978 | Niet gestart: 12e etappe |
| 107 | Stefan Schumacher | 21-07-1981 | Niet gestart: 19e etappe |
| 108 | Tom Stamsnijder   | 15-05-1985 | Opgave: 19e etappe       |
| 109 | Oliver Zaugg      | 09-05-1981 |                          |

ploegleider: Hans-Michael Holczer

### Karpin-Galicia
| #   | renner               | geb. datum | opmerkingen        |
| --- | -------------------- | ---------- | ------------------ |
| 111 | Ezequiel Mosquera    | 19-11-1975 |                    |
| 112 | Carlos Castaño       | 07-05-1979 |                    |
| 113 | Gustavo César Veloso | 29-01-1980 |                    |
| 114 | Gustavo Domínguez    | 28-11-1980 |                    |
| 115 | David García         | 30-09-1977 | Winnaar 15e etappe |
| 116 | David Herrero        | 18-10-1979 |                    |
| 117 | Serafín Martínez     | 14-05-1985 |                    |
| 118 | Iban Mayoz           | 30-09-1981 |                    |
| 119 | Edoeard Vorganov     | 01-12-1982 |                    |

manager: Rodrigo Rodriguez, ploegleider: Álvaro Pino

### Lampre
| #   | renner             | geb. datum | opmerkingen                                   |
| --- | ------------------ | ---------- | --------------------------------------------- |
| 121 | Damiano Cunego     | 19-09-1982 | Niet gestart: 16e etappe                      |
| 122 | Alessandro Ballan  | 06-11-1979 | Winnaar 7e etappe en niet gestart: 15e etappe |
| 123 | Emanuele Bindi     | 07-10-1981 |                                               |
| 124 | Marzio Bruseghin   | 15-06-1974 |                                               |
| 125 | Marco Marzano      | 10-06-1980 |                                               |
| 126 | Massimiliano Mori  | 08-01-1974 |                                               |
| 127 | Danilo Napolitano  | 31-01-1981 | Niet gestart: 12e etappe                      |
| 128 | Mauro Santambrogio | 07-10-1984 |                                               |
| 129 | Paolo Tiralongo    | 05-07-1977 |                                               |

manager: Giuseppe Saronni, ploegleider: Maurizio Piovani

### Liquigas
| #   | renner             | geb. datum | opmerkingen                                                |
| --- | ------------------ | ---------- | ---------------------------------------------------------- |
| 131 | Daniele Bennati    | 24-09-1980 | Winnaar 1e etappe en 4e etappe en Niet gestart: 10e etappe |
| 132 | Valerio Agnoli     | 06-01-1985 | Winnaar 1e etappe                                          |
| 133 | Claudio Corioni    | 26-12-1982 | Winnaar 1e etappe                                          |
| 134 | Enrico Franzoi     | 08-08-1982 | Winnaar 1e etappe                                          |
| 135 | Filippo Pozzato    | 10-09-1981 | Winnaar 1e etappe en Niet gestart: 19e etappe              |
| 136 | Manuel Quinziato   | 30-10-1979 | Winnaar 1e etappe en Opgave: 18e etappe                    |
| 137 | Ivan Santaromita   | 30-04-1984 | Winnaar 1e etappe                                          |
| 138 | Gorazd Štangelj    | 27-01-1973 | Winnaar 1e etappe                                          |
| 139 | Alessandro Vanotti | 16-09-1980 | Winnaar 1e etappe                                          |

manager: Roberto Amadio, ploegleider: Stefano Zanatta

### Quick-Step
| #   | renner             | geb. datum | opmerkingen                                                 |
| --- | ------------------ | ---------- | ----------------------------------------------------------- |
| 141 | Paolo Bettini      | 01-04-1974 | Winnaar 6e etappe en 12e etappe en Niet gestart: 19e etappe |
| 142 | Carlos Barredo     | 05-05-1981 | Niet gestart: 7e etappe                                     |
| 143 | Tom Boonen         | 15-10-1980 | Winnaar 3e etappe en 16e etappe en Niet gestart: 18e etappe |
| 144 | Juan Manuel Gárate | 24-04-1976 |                                                             |
| 145 | Davide Viganò      | 12-05-1984 |                                                             |
| 146 | Wouter Weylandt    | 27-04-1984 | Winnaar 17e etappe                                          |
| 147 | Andrea Tonti       | 16-02-1976 | Opgave: 18e etappe                                          |
| 148 | Matteo Tosatto     | 14-05-1974 | Opgave: 18e etappe                                          |
| 149 | Kevin Van Impe     | 19-04-1981 |                                                             |

ploegleider: Wilfried Peeters en Dirk Demol

### Rabobank
| #   | renner              | geb. datum | opmerkingen                                    |
| --- | ------------------- | ---------- | ---------------------------------------------- |
| 151 | Óscar Freire        | 15-02-1976 | Winnaar 11e etappe en Niet gestart: 13e etappe |
| 152 | Mauricio Ardila     | 21-05-1979 | Opgave: 15e etappe                             |
| 153 | Marc de Maar        | 15-02-1984 |                                                |
| 154 | Juan Antonio Flecha | 17-09-1977 |                                                |
| 155 | Robert Gesink       | 31-05-1986 |                                                |
| 156 | Pedro Horrillo      | 27-09-1974 |                                                |
| 157 | Dmitri Kozontsjoek  | 05-04-1984 |                                                |
| 158 | Grischa Niermann    | 03-11-1975 |                                                |
| 159 | Theo Eltink         | 27-11-1981 |                                                |

ploegleider: Erik Breukink

### Silence-Lotto
| #   | renner             | geb. datum | opmerkingen             |
| --- | ------------------ | ---------- | ----------------------- |
| 161 | Jaroslav Popovytsj | 04-01-1980 |                         |
| 162 | Dominique Cornu    | 10-10-1985 |                         |
| 163 | Bart Dockx         | 02-09-1981 |                         |
| 164 | Pieter Jacobs      | 06-06-1986 |                         |
| 165 | Olivier Kaisen     | 30-04-1983 |                         |
| 166 | Matthew Lloyd      | 24-05-1983 | Niet gestart: 9e etappe |
| 167 | Roy Sentjens       | 15-12-1980 |                         |
| 168 | Maarten Tjallingii | 05-11-1977 |                         |
| 169 | Greg Van Avermaet  | 15-02-1977 | Winnaar 9e etappe       |

manager: Marc Sergeant, ploegleider: Herman Frison

### Team Milram
| #   | renner             | geb. datum | opmerkingen                   |
| --- | ------------------ | ---------- | ----------------------------- |
| 171 | Erik Zabel         | 07-07-1970 |                               |
| 172 | Volodymyr Djoedja  | 06-01-1983 | Opgave: 7e etappe             |
| 173 | Artur Gajek        | 18-04-1985 | Gedisqualificeerd: 15e etappe |
| 174 | Andrij Grivko      | 07-08-1983 |                               |
| 175 | Matej Jurčo        | 08-08-1984 |                               |
| 176 | Christian Kux      | 03-05-1985 | Opgave: 19e etappe            |
| 177 | Fabio Sabatini     | 18-02-1985 |                               |
| 178 | Sebastian Schwager | 04-01-1984 |                               |
| 179 | Peter Velits       | 21-02-1985 |                               |

manager: Gerrie van Gerwen, ploegleider: Vittorio Algeri

### Tinkoff Credit Systems
| #   | renner           | geb. datum | opmerkingen             |
| --- | ---------------- | ---------- | ----------------------- |
| 181 | Michail Ignatiev | 07-07-1985 |                         |
| 182 | Pavel Broett     | 29-01-1982 |                         |
| 183 | Nikita Jeskov    | 23-01-1983 |                         |
| 184 | Vasil Kiryjenka  | 28-06-1981 |                         |
| 185 | Walter Pedraza   | 27-11-1981 |                         |
| 186 | Jevgeni Petrov   | 25-05-1978 |                         |
| 187 | Ivan Rovny       | 30-09-1987 | Opgave: 16e etappe      |
| 188 | Ricardo Serrano  | 04-08-1978 | Niet gestart: 4e etappe |
| 189 | Nikolaj Troesov  | 07-02-1985 | Niet gestart: 7e etappe |

manager: Dmitri Konysjev
1e etappe ·
2e etappe ·
3e etappe ·
4e etappe ·
5e etappe ·
6e etappe ·
7e etappe ·
8e etappe ·
9e etappe ·
10e etappe ·
11e etappe ·
12e etappe ·
13e etappe ·
14e etappe ·
15e etappe ·
16e etappe ·
17e etappe ·
18e etappe ·
19e etappe ·
20e etappe ·
21e etappe

Startlijst · Eindstanden · Afbeeldingen